# Tarquinio Merula
Tarquinio Merula, né le 24 novembre 1595 à Busseto (duché de Parme) et mort le 10 décembre 1665 à Crémone (duché de Milan), est un compositeur, violoniste et organiste italien.
Bien qu'étant principalement actif à Crémone, il est considéré comme faisant partie de l'école baroque vénitienne et reconnu comme l'un des compositeurs italiens les plus novateurs du début du XVIIe siècle, en particulier dans l'application des nouvelles techniques à la musique sacrée.

## Biographie
On a longtemps pensé que Merula était né à Crémone. Ce n'est que depuis la fin des années 1980 que la certitude est acquise de son origine bussetane, où il s'est certainement également marié en 1614. À Crémone, Merula reçoit probablement une formation musicale précoce en étudiant avec son oncle Pellegrino (curé de San Nicolò et lettré). Il reprend sans doute la fonction d'organiste de l'église San Bartolomeo jusqu'en 1616, acquérant déjà une bonne réputation. L'historien Giuseppe Bresciani, en 1615, l'évoque en disant que ce « grand et extravagant esprit a appris l'orgue et le contrepoint, dont tant d'autres se sont lassés, et en a retiré un très grand honneur. » Il est ensuite à Santa Maria Incoronata de Lodi jusqu'en 1621. On ignore où il a passé les trois années suivantes. On ne le retrouve qu'en 1624 à Varsovie en Pologne, employé comme organiste de la Cour du roi Sigismond III Vasa, où il ne reste pas plus de quatre ans, une proposition pour Sant'Agata à Crémone, toujours comme organiste, et pour le Duomo le dimanche comme maître de chapelle, étant datée de 1628.
Ses pérégrinations en qualité de maître de chapelle l'amènent dans tout le nord de l'Italie : en 1631, il accepte une position similaire à Santa Maria Maggiore de Bergame. Son prédécesseur, Alessandro Grandi, étant mort lors de la terrible peste de 1630 qui affecta de nombreuses villes du nord de l'Italie, notamment Venise, Merula assume la formidable tâche de reconstruction de l'institution musicale après la disparition de tant de ses membres. Malheureusement Merula rencontre des difficultés avec ses étudiants et est accusé d'indécence ; il choisit de retourner à Crémone où il demeure jusqu'en 1635. Durant cette période de sa vie il semble avoir eu de nombreux ennuis avec ses employeurs, dont il fut peut-être à l'origine ; après s'être battu sans véritablement obtenir gain de cause contre l'administration de Crémone, il est parti pour Venise en 1636 et retourne à Bergame en 1640, servant cette fois dans une église différente, mais se voit rejeté parce qu'il fait travailler des musiciens appartenant à son ancien employeur. Trois ans plus tard il est à nouveau à Venise et, en 1646, il revient à Crémone, pour la dernière période de sa vie, comme maître de chapelle des Laudi della Madonna jusqu'à sa mort en 1665.
Les éléments de son présumé voyage romain restent encore incertains. Les seules traces ressortiraient du nom de la Via Merulana que le compositeur aurait parcourue quotidiennement pour se rendre à son service d'orgue à San Giovanni in Laterano après avoir joué à Santa Maria Maggiore.
Tarquinio Merula fut membre de l'Accademia dei Filomusici de Bologne, de celle des Animosi de Ferrare et Cavaliere dello Speron d'Oro. Il est enseveli dans l'église Santa Lucia.

## Style et influence
Merula est un personnage clé dans les premiers développements de plusieurs formes qui devaient trouver leur consécration plus tard dans la période baroque comme la cantate, l'aria, les sonates da chiesa et da camera, les variations sur une basse obstinée et la symphonie.
En musique sacrée, Merula suit l'exemple de Monteverdi, et use souvent des techniques de compositeurs plus anciens ; il est toutefois à l'origine d'innovations comme les motets pour voix soliste et accompagnement de cordes. Ses publications de 1639, 1640 et 1652 comprennent des messes écrites sur des basses obstinées (Ruggiero, Romanesca). Une partie de sa musique est une réminiscence du style concertant de Giovanni Gabrieli où transparaît un sens moderne de la tonalité.
On trouve dans la musique profane de Merula des madrigaux en solo avec accompagnement instrumental, utilisant parfois le stile concitato (trémolo) développé par Monteverdi et préfigurant, sur le plan formel, la cantate du baroque tardif avec ses divisions en arias et récitatifs. Compositeur raffiné et attentif à l'aspect dramaturgique de la musique instrumentale, on ne connaît de lui qu'un seul opéra, La finta savia, créé à Venise autour de 1636 ou 1643 selon les sources, basé sur un libretto de Giulio Strozzi. Parmi sa musique instrumentale, on trouve aussi de nombreuses canzonas pour ensembles, dont la structure en sections préfigure la sonata da chiesa, et son écriture pour les cordes (plus spécialement pour le violon) est particulièrement idiomatique et annonce le grand développement du baroque tardif.
Il a aussi écrit des canzonettas, des dialogues, des toccatas pour claviers, des capriccios, une Sonata cromatica et de nombreuses autres pièces dans le style contemporain du nord de l'Italie.
Une édition complète de ses œuvres a été publiée en 1974 à Brooklyn, New York (T. Merula : Opere complete, ed. A. Sutkowski).

## Œuvres
On connaît de Tarquinio Merula :
- Ciaccona a 2 voci e basso continuo (Chaconne à 2 voix de violon et basse continue)

- Madrigaletti a 3 voci e basso continuo, op. 4 (1624)

- Madrigali concertati a 4-8 voci e basso continuo, op. 5 (1624)
- Motetti e sonate concertati, op. 6 (1624)
- Satiro e Corisca, dialogo musicale a 2 voci e basso continuo, op. 7 (1626)
- Concerti spirituali con alcune sonate, op. 8 (1628)
- Canzoni da suonare per 3 strumenti e basso continuo, op. 9 (1639)
- Madrigali et altre musiche concertate, libro secondo, op. 10 (1633)
- Pegaso ..., Salmi, Motetti, Suonate, op. 11 (1640)
- Canzoni overo Sonate concertate per chiesa e camera op. 12 (1637)
- Canzonette a 3 e 4 voci, op. 14
- Concerto ... Messe, Salmi ... concertati, op. 15 (1639)
- Arpa davidica ... Salmi et Messe a 4, op. 16 (1640)
- Canzoni da suonare, op. 17 (1651)
- Canzoni a 4 voci (1615)
- Salmi et Messe concertati a 3, libro III (1652)

Musique pour clavier:
- Canzon
- Capriccio
- Sonata cromatica
- Toccata del secondo tono
- Un cromatico overo Capriccio primo tuono per le Semituoni